# Birmingham City WFC
Birmingham City WFC is een Engelse vrouwenvoetbalclub die nauw verbonden is aan de mannenclub Birmingham City FC en in de FA Women's Super League speelt sinds de oprichting in 2011. De club speelt zijn thuiswedstrijden in Damson Park in Solihull, een voorstad van Birmingham.

## Geschiedenis
De club werd opgericht in 1968, maar speelde gedurende enkele jaren enkel oefenwedstrijden. In 1970 sloot ze zich dan aan bij de lokale Heart of England League, maar het duurde tot 2001 tot de club het regionale niveau wist te overstijgen. In de laagste nationale reeks werd Birmingham meteen kampioen en zo kwam het in de Women's Premier League terecht, destijds het hoogste niveau. Ondanks financiële problemen in 2005, doordat de mannentak zijn financiële verplichtingen niet nakwam, bleef de club in de Premier League tot 2010.
Toen werd immers boven de WPL een nieuwe divisie op poten gezet, de Women's Super League, waar Birmingham zich voor plaatste aangezien de licenties van vijf hoger geplaatste teams niet werden toegekend. De Blues startten voorspoedig aan de nieuwe competitie en werden twee keer tweede, maar daarna ging het zachtjesaan achteruit met een vierde, derde en zesde plaats tot gevolg. 

### Seizoenen WSL
| Seizoen | Resultaat |
| ------- | --------- |
| 2011    | 2e        |
| 2012    | 2e        |
| 2013    | 4e        |
| 2014    | 3e        |
| 2015    | 6e        |
| 2016    | 4e        |

## Erelijst

### Competities
- Northern Premier League
  - Winnaar (1): 2001/02
- Heart of England League
  - Winnaar (1): 1971/72
- West Midland Regional League
  - Winnaar (4): 1974/75, 1976/77, 1987/88, 1988/89
- Midland Combination League
  - Winnaar (1): 1998/99

### Bekers
- FA Women's Cup
  - Winnaar (1): 2011/12